# Teșu Solomovici
Teșu Solomovici (n. 1 ianuarie 1934, Focșani) este un jurnalist și scriitor român de origine evreiască.

## Biografie

### Copilărie  și școli
Teșu Solomovici s-a născut la data de 1 ianuarie 1934, în orașul Focșani, sub numele de Herșcu Solomovici. El s-a stabilit împreună cu familia, la vârsta de 13 ani, în București. A studiat la heder (școala primară religioasă evreiască), la Liceul Evreiesc și apoi la o școală tehnică în domeniul textil. 

### Studenția
După propriile spuse, în anul 1953, urma să plece ca student la Facultatea de Textile din Leningrad, când a devenit reporter la "Scânteia Tineretului" cu pseudonimul Teșu Milcoveanu. Rămas în țară, devine student la Facultatea de Filologie, unde i-a avut profesori pe Al. C. Constantinescu, Vasile Dumitrescu, Sașa Mușat și Tudor Vianu. A lucrat timp de 11 ani în presa din România, la „Gazeta Literară", „Flacăra" și „Munca".
În anul I de facultate, trece ca jurnalist la organul de presă al sindicatelor, "Munca", unde devine șeful secției de literatură. În anul 1956 scrie la "Gazeta Literară", dar odată cu evenimentele din Ungaria, este exclus din UTM, exmatriculat din facultate, dat afară de la ziar, rămas fără loc de muncă și interzis la publicare. În anul 1963, a fost reprimit la Facultatea de Filologie, la intervenția făcută de Traian Stoica, șeful secției culturale a revistei "Flacăra". Până în anul 1964, a mai colaborat în presă folosind pseudonimele de Teșu Milcoveanu și Al. Nichita.

### Emigrarea în Israel
În anul 1964, a emigrat în Israel, unde a lucrat 12 ani la Biblioteca Universității din Tel-Aviv. În această calitate, a tipărit cărți și a fost redactor-șef al unor publicații în limba română. Până în anul 1989, el și-a satisfăcut stagiul obligatoriu în serviciul militar israelian (activ și rezervist) și a lucrat ca redactor-șef al unor publicații israeliene. 
În anii '70-'80 a servit ca impresar independent cu o activitate bogată, a companiei de teatru în limbile română și idiș.
În anul 1991, devine fondatorul și directorul Editurii Teșu din București, unde editează cărți cu subiecte legate de iudaism, evrei și Israel.
În paralel, a fost și corespondent pentru Israel și Orientul Mijlociu al ziarelor românești „Evenimentul zilei", „Național", „România Liberă", „Cronica Română", „Cotidianul", „Independent", "Ziua" și al televiziunilor Prima TV și Realitatea TV.

## Cărți publicate
- Mareșalul Ion Antonescu - o biografie, Editura Teșu, 2011[1]
- Istoria antisemitismului din România: pogromurile de la Dorohoi (1 iulie 1940), București (21-23 ian. 1941) și Iași (28-29 iunie 1941), cu un cuvânt introductiv de prof. Lucian Boia, 2013

- România Judaică - o istorie neconvențională a evreilor din România. 2000 de ani de existență continuă - 2 vol. (Ed. Teșu, 2001).
- Securitatea și evreii - despre călăi și despre victime (Ed. Ziua, 2003).
- Securitatea și evreii - teroare, crime, turnători, colaboraționiști (Ed. Teșu, 2004).
- România masonică - origini controversate. Ritualuri secrete. Simboluri magice. Misterele numerelor și ale Templului Masonic. Francmasoneria. (Ed. Teșu, 2005).
- Un dosar incendiar: Pacepa (Ed. Teșu, 2005)
- Mossad. Șin-Bet. Aman - istoria serviciilor secrete israeliene (Ed. Teșu, 2006).
- Istoria Holocaustului din România - Transnistria. Transilvania de Nord (Ed. Teșu, 2007).
- Istoria evreilor din România - 2000 de ani de existență (Ed. Teșu, 2007).
- Mircea Eliade și evreii (Ed. Miracol, 2007).
- Mareșalul Ion Antonescu (Ed. Miracol, 2007).

### Umoristice și educative
- 5000 de ani de umor evreiesc - o antologie subiectivă (Ed. Teșu, 2003).
- Viața preafericitului Bulă de la grădiniță și până ce a devenit ministru în 1000 de bancuri (Ed. Teșu, 2005).
- Cartea cu anecdote circumcise - marea antologie a glumei evreiești (Ed. Teșu, 2005).
- Învățați rapid limba ebraică (Ed. Teșu, 2007).